# ناكيا سانفورد
ناكيا سانفورد (بالإنجليزية: Nakia Sanford)‏ مواليد 10 مايو 1976 في ليثونيا، هي لاعبة كرة سلة أمريكية. لعبت في دوري المحترفات الأمريكي.

## المسيرة الاحترافية
لعبت مع واشنطن ميستيكس من سنة 2003 إلى 2010، ثم لعبت مع فينيكس ميركوري في موسم 2011–2012، ثم لعبت مع سياتل ستورم في سنة 2013.

## روابط خارجية
- ناكيا سانفورد على موقع الاتحاد الدولي لكرة السلة (الإنجليزية)
- ناكيا سانفورد على موقع الاتحاد الوطني لكرة السلة النسائية (الإنجليزية)
- ناكيا سانفورد على موقع كرة السلة الأوروبية.كوم (الإنجليزية)
- ناكيا سانفورد على موقع كلية كرة السلة في سبورتس رفرنس.كوم (الإنجليزية)
- ناكيا سانفورد على موقع بروبوليرز (الإنجليزية)
- ناكيا سانفورد على موقع سبورتس رفرنس (الإنجليزية)